# Favorito (cavallo)
Favorito è stato il cavallo personale di Carlo Alberto di Savoia, Re di Sardegna dal 1831, utilizzato durante le campagne dei moti del 1848.
Il Re lo mantenne anche durante l'esilio a Porto del 1849. Dopo la morte del sovrano, avvenuta nel luglio di quello stesso anno, il cavallo venne portato a Torino e ricoverato presso le scuderie reali.
Dopo la sua morte, sopraggiunta nel 1867, si decise d'inserire anche il cavallo fra gli oggetti personali militari del Re defunto depositati presso l'Armeria Reale di Torino: venne realizzata dunque da Giovanni Tamone una scultura lignea, successivamente rivestita con la pelle di Favorito. Il cavallo è tuttora esposto presso l'Armeria Reale di Torino.